# U-Bahnhof Cimiano
Der U-Bahnhof Cimiano ist ein oberirdischer Bahnhof der U-Bahn Mailand. Er befindet sich im gleichnamigen Stadtteil.

## Geschichte
Der U-Bahnhof Cimiano wurde am 27. September 1969 mit dem ersten Teil der U-Bahn Linie 2 (Cascina Gobba–Caiazzo) in Betrieb genommen.

## Anbindung
| Linie | Verlauf |
| ----- | --- |
|       | Cologno Nord – Cologno Centro – Cologno Sud – Gessate – Cascina Antonietta – Gorgonzola – Villa Pompea – Bussero – Cassina de’ Pecchi – Villa Fiorita – Cernusco sul Naviglio – Cascina Burrona – Vimodrone – Cascina Gobba – Crescenzago – Cimiano – Udine – Lambrate FS – Piola – Loreto – Caiazzo – Centrale FS – Gioia – Garibaldi FS – Moscova – Lanza – Cadorna FN – Sant’Ambrogio – Sant’Agostino – Porta Genova FS – Romolo – Famagosta – Abbiategrasso – Assago Milanofiori Nord – Assago Milanofiori Forum |